# Pac's Life (canção)
"Pac's Life" é uma canção do rapper Tupac Shakur de seu álbum póstumo lançado com o mesmo nome. A música tem a participação da cantora Ashanti e do rapper T.I..

## Faixas e formatos
Reino Unido CD single
1. "Pac's Life" (album version) (com T.I. & Ashanti)
2. "Pac's Life" (Remix) (com Snoop Dogg, T.I. & Chris Starr)

## Desempenho
| Tabelas musicais 2006 - 2007                 | Melhor posição |
| -------------------------------------------- | -------------- |
| Austrália - Australian Single Charts         | 34             |
| Nova Zelândia - New Zealand Charts           | 38             |
| Reino Unido - UK Singles Chart               | 21             |
| Estados Unidos - Billboard Hot 100           | 119            |
| Estados Unidos - Billboard R&B/Hip-Hop Songs | 104            |